# Bandeirenica donguensis
Bandeirenica donguensis är en mångfotingart som först beskrevs av Kraus 1958.  Bandeirenica donguensis ingår i släktet Bandeirenica och familjen Odontopygidae. Inga underarter finns listade i Catalogue of Life.